# Bitva na Krbavském poli

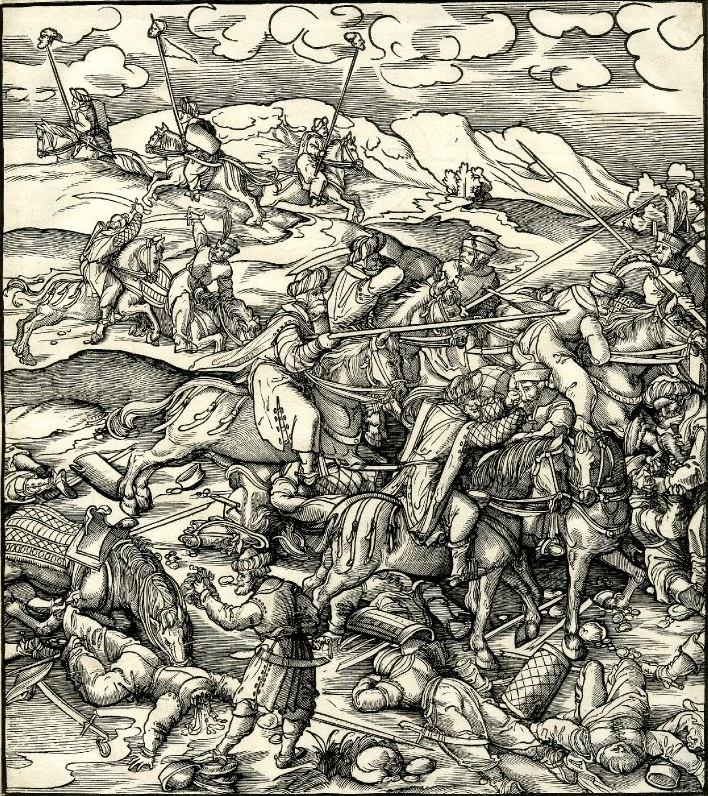
Bitva na rytině Leonharda Becka (asi 1514)

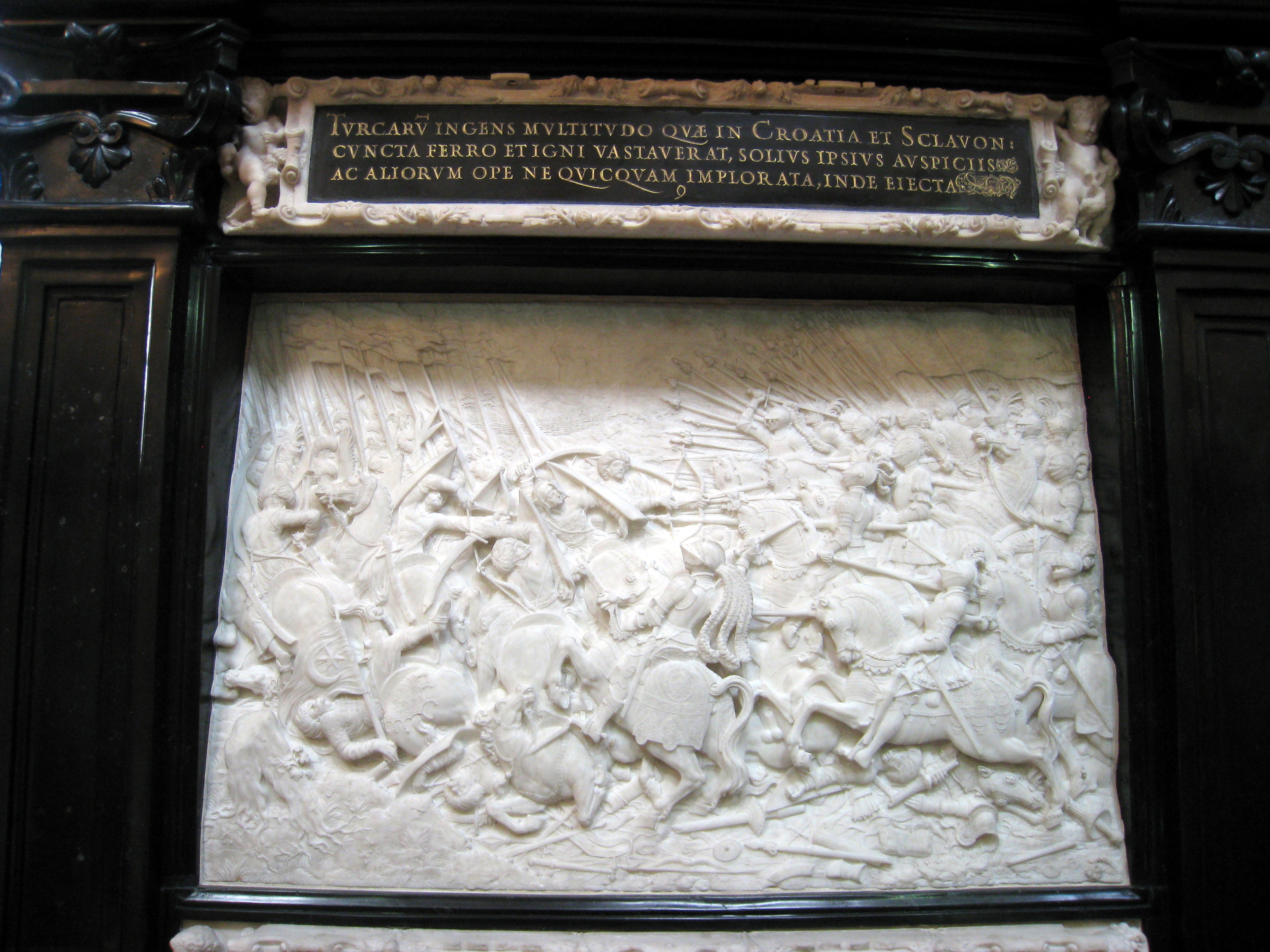
Kenotaf Maxmiliána I. v Hofkirche v Innsbrucku, zobrazující bitvu na Krbavském poli

Bitva na Krbavském poli (chorvatsky: Bitka na Krbavskom polju, maďarsky: Korbávmezei csata; turecky: Krbava Muharebesi) byl ozbrojený střet mezi Osmanskou říší pod vládou Bájezída II. a Chorvatským královstvím, v té době v personální unii s Uherským královstvím pod vládou Vladislava II. Jagellonského. Odehrála se dne 9. září 1493 poblíž obce Udbina, v regionu Lika v Chorvatsku. Osmanské síly byly pod velením Hadıma Jakupa Paši, sandžak-beje z Bosenského sandžaku, chorvatskou armádu vedl chorvatský bán Emerik Derenčin (maďarský šlechtic, původním jménem Imre Derencsényi).
V létě roku 1493 podnikli bosenští Osmané nájezd přes Chorvatsko do Kraňska (dnešní Slovinsko) a Štýrska (dnešní Rakousko). Přibližně ve stejnou dobu zuřily v Chorvatsku střety mezi rodem Frankopanů a chorvatským bánem, ale zprávy o osmanské invazi je přinutily uzavřít mír. Chorvatští šlechtici shromáždili velkou armádu (asi 3000 jezdců a 8000 pěšáků ze všech částí Chorvatska) a zadrželi osmanské síly, které se vracely z Kraňska do Bosenského sandžaku. Špatná taktika bána Derenčina (bitva na otevřeném poli) vedla k úplné porážce chorvatské armády. Bitva byla vedena muž proti muži s meči, bez použití luků. Derenčin byl v bitvě zajat a v zajetí i zemřel. Mír mezi Chorvatským královstvím a Osmanskou říší byl podepsán v dubnu 1495.
Přestože chorvatská šlechta utrpěla těžkou porážku, označovanou dobovými kronikáři za „první zhroucení Chorvatského království“, pro Osmanskou říši bitva nepřinesla žádné bezprostřední územní zisky. Chorvaté však byli oslabeni, což Osmany vedlo k setrvalému tlaku na Chorvatsko v příštích sto letech (Chorvatská stoletá válka), díky němuž Osmané postupně expandovali do jižního Chorvatska. Mnoho Chorvatů z tohoto území uprchlo.
Bitvu popsal mj. český cestovatel Jan Hasištejnský z Lobkovic ve své knize Putování léta Páně 1493 k božímu hrobu vykonané. Zaznamenal zde vyprávění očitého svědka bitvy, jehož potkal v Zadaru.